# Aru-Flughund
Der Aru-Flughhund (Pteropus aruensis) ist eine extrem seltene oder bereits ausgestorbene Art der Eigentlichen Flughunde (Pteropodini) von den indonesischen Aru-Inseln. Der Artstatus ist umstritten.

## Merkmale
Der Vorderkopf ist grau, schwarz und gelblichweiß gefleckt. Der Hinterkopf ist rostrot. Das Unterkinn ist dunkel rostfarben. Der rostrote Hals ist rostbraun oder schwarz gefleckt. Der Rücken ist gelblichweiß mit versprenkelten schwarzen Haaren. Der Bauch ist schwarz mit rostgelben oder rostbraunen Haaren. Von der Mittelbrust an längs der Mitte wird die Färbung dunkler braun bis schwarz.

## Taxonomie und Status
Der Aru-Flughund wurde ursprünglich als Unterart des Schwarzbart-Flughunds (Pteropus melanopogon) beschrieben. 2001 argumentierte der Zoologe Wim Bergmans, dass es sich beim Aru-Flughund um eine eigenständige Art handelt. Dies wird allerdings vom Zoologen Kristofer Helgen angezweifelt, der den Aru-Flughund und den Kai-Flughund (Pteropus keyensis) als artverwandt betrachtet. Das Taxon war lange nur von einem alten Männchen bekannt, das vor 1867 von Odoardo Beccari gesammelt wurde und sich heute im Berliner Naturkundemuseum befindet. Während einer Expedition auf der Insel Kobroor im Oktober/November 1992 fand die australische Zoologin Patricia Woolley in einem Køkkenmøddinger bei Namara einen einzelnen, zahnlosen Kiefer, der zu dieser Art gehören könnte. Da der Jagddruck auf den Aru-Inseln sehr hoch ist, besteht jedoch auch die Möglichkeit, dass diese Art bereits ausgestorben ist. Die IUCN listet sie in der Kategorie „vom Aussterben bedroht (möglicherweise ausgestorben)“.